# Étienne Lousteau
Étienne Lousteau est un personnage de La Comédie humaine d’Honoré de Balzac représentant son secrétaire et organisateur de soirées coquines Laurent-Jan (1808-1877), pseudonyme d'Alphonse Jean Laurent. Né en 1799 à Sancerre, il apparaît essentiellement dans La Muse du département, Illusions perdues et Splendeurs et misères des courtisanes. Arrivé à Paris pour y faire une grande carrière d'écrivain, il finira scribouillard envieux, aigri, et endetté, quitté par ses maîtresses les plus naïves. Son prototype serait l'écrivain Jules Janin. C'est l'un des personnages les plus détestables de la Comédie humaine
- En 1821, dans La Rabouilleuse, il se lie d'amitié avec Philippe Bridau, comme plus tard, la même année, avec Lucien de Rubempré dans Illusions perdues. Dans les tout  premiers jours de sa vie parisienne, Lucien de Rubempré considère Étienne Lousteau comme un feuilletoniste brillant, qui l'initie à l'univers féroce de la presse, de ses grandeurs, de ses bassesses. Lucien lui lit les sonnets de son recueil, Les Marguerites. Lousteau prend alors conscience du talent du jeune homme. Mais il l'entraîne tout de même dans le monde du journalisme douteux auquel il appartient.
- Vers 1824, Florine vient de le quitter, mais Andoche Finot lui propose un marché sur la technique du « journalisme de chantage » et l'invite à récupérer Matifat comme associé.
- Vers 1831, dans La Muse du département, il reçoit le service de presse du livre que Dinah de La Baudraye a signé Jan Diaz. Mais il veut en savoir davantage sur cet auteur et il écrit à Sancerre pour avoir des renseignements.
- Vers 1833, devenu feuilletoniste « distingué », il se rend à Sancerre avec Horace Bianchon et commence une liaison avec Dinah de la Baudraye qu'il emmènera vivre pauvrement à Paris.
- En 1836, il aurait pu épouser Félicie Cardot, la fille du notaire Cardot, mais son mariage rate car sa liaison avec Dinah est découverte.
- En 1843, il assiste au mariage de Célestin Crevel, et sa réputation de « pique-assiette » littéraire est solidement établie. Il se fait inviter par Ferdinand du Tillet au Rocher de Cancale et par Maxime de Trailles au Café Anglais.
- En 1846, il s'associe à Fulgence Ridal pour fonder un théâtre pour lequel il s'endette énormément. Il finit sa carrière comme correcteur de manuscrit dans La Femme auteur.

Il apparaît aussi dans :
- Les Comédiens sans le savoir
- La Cousine Bette
- Béatrix
- Une fille d'Ève